# Districte de Kawachi
El districte de Kawachi (河内郡, Kawachi-gun) és un districte de la prefectura de Tochigi, a la regió de Kanto, Japó. Actualment, el districte conté només un municipi: la vila de Kaminokawa.

## Geografia
El districte de Kawachi està situat al sud-est de la prefectura de Tochigi, tot i trobant-se prop del centre de la prefectura. Com que l'actual (2020) territori del districte coincideix amb el terme municipal de la vila de Kaminokawa, la superfície del municipi i el districte és la mateixa. El districte limita al nord amb la ciutat d'Utsunomiya, capital prefectural, i al sud amb les ciutats de Shimotsuke i Mooka.

### Municipis
| |          |          |          |
| \| Municipi \| Població \| Extensió \| Densitat \| \| ---------- \| -------- \| -------- \| -------- \| \| Kaminokawa \| 30.881 \| 54,39 \| 568 \| \| Total \| 30.881 \| 54,39 \| 568 \| |          |          |          |
| Municipi | Població | Extensió | Densitat |
| Kaminokawa | 30.881   | 54,39    | 568      |
| Total | 30.881   | 54,39    | 568      |

## Història
El districte va ser fundat el quart any de l'era Keiō, és a dir, el 1868, com un districte de l'encara activa i hui dissolta província de Shimotsuke. L'any 1873, amb la creació de la prefectura de Tochigi, el districte va passar a formar part d'aquesta. L'1 d'abril de 1966, el poble de Kawachi va esdevindre vila i, el mateix dia de 1971 ho va fer el poble de Minamikawachi. Uns anys més tard, l'1 de juliol de 1994, el poble de Kamikawachi també va esdevindre vila. El 10 de gener de 2006, la vila de Minamikawachi es va fusionar amb les viles de Kokubunji i Ishibashi, del districte de Shimotsuga per tal de formar la nova ciutat de Shimotsuke. El 31 de març de 2007 les viles de Kawachi i Kamikawachi s'integren dins de la ciutat d'Utsunomiya, la capital prefectural i, des d'aquesta data, l'únic municipi que resta al districte és la vila de Kaminokawa.